# Mathilda May

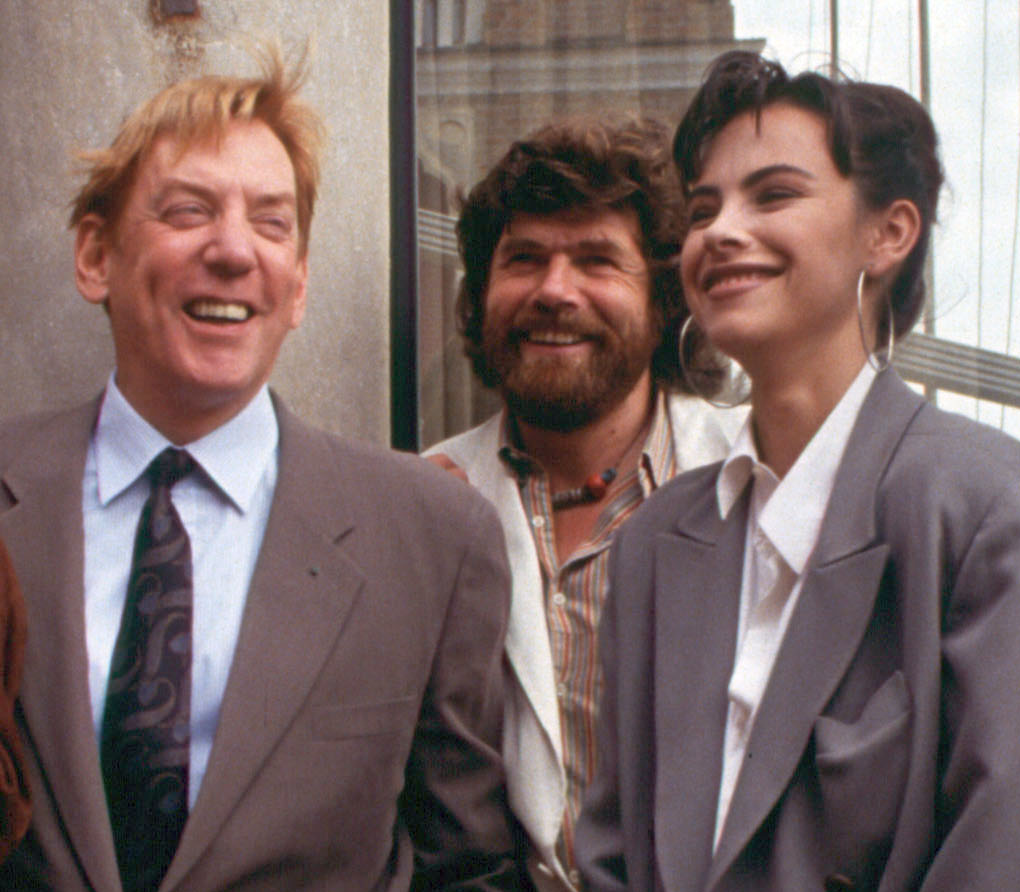
Donald Sutherland, Reinhold Messner i Mathilda May (1991)

Mathilda May właśc. Karima Mathilda Haïm (ur. 8 lutego 1965 w Paryżu) – francuska aktorka filmowa i telewizyjna, laureatka Cezara.

## Życiorys

### Wczesne lata
Urodziła się w Paryżu jako córka Margaret Hanson, Szwedki, nauczycielki baletu i choreografki, i Victora Haïma, pisarza i dramaturga (m.in. To cholerne Rio), który wywodzi się z greckiej i tureckiej rodziny żydowskiej.

### Kariera
Zawodowo poszła w ślady swojej matki, nauczycielki tańca. Od ósmego roku życia uczyła się tańca, w 1983 roku wygrywając pierwszą nagrodę Paryskiego Konserwatorium Tańca (Premier prix du Conservatoire de Danse de Paris). Niedługo potem została dostrzeżona przez agenta aktorki Myriam Bru i zagrała swoją pierwszą rolę, jako księżniczka Alice, we francusko-brytyjskiej ekranizacji komiksu Winsora McCaya Był sobie sen (Nemo, 1984) u boku Jasona Connery'ego, Harvey Keitela i Carole Bouquet.
Pojawiła się na kinowym ekranie wkrótce po Valérie Kaprisky i krótko przed Béatrice Dalle, szybko stając się jednym z francuskich symboli seksu lat 80. W 1985 wystąpiła w komedii Claude’a Zidi Królowie gagów (Les Rois du gag) jako Alexandra u boku Michela Serraulta i Thierry’ego Lhermitte, za kreację Juliette we francusko-włoskim thrillerze Claude’a Chabrola Krzyk sowy (Le cri du hibou, 1987) z Christophe'em Malavoyem otrzymała nagrodę Cezara dla najbardziej obiecującej aktorki. W 1988 roku została laureatką Prix Romy Schneider.

## Życie prywatne
Była trzykrotnie zamężna. 2 grudnia 1991 poślubiła Paula Powella, z którym się rozwiodła w 1993 roku. W latach 1994–99 jej mężem był aktor i piosenkarz Gérard Darmon, z którym ma dwójkę dzieci - córkę Sarah (ur. 17 sierpnia 1994) i syna Jules’a (ur. 4 marca 1997). W latach 2000–2006 była żoną kompozytora Philippe’a Kelly, z którym ma syna.

## Filmografia
- 1984: Był sobie sen (Nemo) jako Alice
- 1985: Les Rois du gag jako Alexandra
- 1985: Siła witalna (Lifeforce) jako Space Girl
- 1986: Letters to an Unknown Lover jako Agnes
- 1986: Se un giorno busserai alla mia porta jako Claudia Bandini
- 1987: Das Haus am Kanal jako Edmee
- 1987: La Vie dissolue de Gérard Floque jako Pauline
- 1987: Krzyk sowy (Le Cri du hibou) jako Juliette
- 1988: Trzy miejsca na 26 (Trois places pour le 26) jako Marion
- 1988: Kładka (La Passerelle) jako Cora Elbaz
- 1991: Colette (Becoming Colette) jako Sidonie Gabrielle Colette
- 1991: Isabelle Eberhardt jako Isabelle Eberhardt
- 1991: Nagie tango (Naked Tango) jako Alba/Stephanie
- 1991: Krzyk kamienia (Cerro Torre: Schrei aus Stein) jako Katharina
- 1992: Toutes peines confondues jako Jeanne Gardella
- 1994: Chłopiec do bicia (The Whipping Boy) jako Betsy
- 1994: Le Voleur et la menteuse jako Suzanne Henson
- 1994: Pierś i księżyc (La Teta y la luna) jako Estrellita
- 1996: Celluloide
- 1996: Noces cruelles jako Sandra
- 1996: La Ferme du crocodile jako Sandrine Jaussier
- 1997: Szakal (The Jackal) jako Isabella
- 1998: Tylko miłość (Only Love) jako Silvia Rinaldi
- 1999: Entrevue jako Alix
- 2000: Là-bas... mon pays jako Nelly Azera
- 2001: W nagłym wypadku (De toute urgence) jako Julie
- 2002: Perlasca: Włoski bohater (Perlasca, un eroe italiano) jako hrabina Eleonora
- 2004: Love Express jako Anne-Charlotte
- 2005: L’Homme qui voulait passer à la télé
- 2005: L’Homme pressé jako Irène Debord
- 2007: Dziewczyna przecięta na pół (La Fille coupée en deux) jako Capucine Jamet
- 2012: Niewierni (Les infidèles) jako Ariane (segment Las Vegas)
- 2019: Je ne rêve que de vous jako Cora Madou
- 2021: Le chemin du bonheur jako Sarah Glücksmann

## Nagrody
- Cezar Nadzieja kina (Aktorka): 1987 Krzyk sowy